# Bardallur
Bardallur è un comune spagnolo di 284 abitanti situato nella comunità autonoma dell'Aragona.